# Bernie Sanders
Bernard "Bernie" Sanders (født 8. september 1941 i Brooklyn, New York City, USA) er en amerikansk senator og tidligere Medlem af Repræsentanternes Hus for delstaten Vermont, samt tidligere præsidentkandidat, der var opstillet til Det Demokratiske Partis kandidatnominering til præsidentvalget i november 2016 og præsidentvalget i november 2020. Han er det længst siddende partiuafhængige medlem af den amerikanske Kongres i historien.
Fra 1981 til 1989 var Sanders partiuafhængig borgmester i delstaten Vermonts største by, Burlington. I 1988 stillede han som partiuafhængig kandidat op ved valget til Repræsentanternes Hus i Vermonts eneste kongresdistrikt, dog uden at blive valgt. Det lykkedes ham derimod at blive valgt, da han igen forsøgte i 1990, og Sanders sad som medlem af Repræsentanternes Hus i otte perioder, indtil januar 2007, hvor han blev senator. Sanders valgte at stille op som partiuafhængig kandidat til Senatet i 2006 og blev valgt med 65 % af stemmerne, og han er i øjeblikket i gang med sin tredje periode. Han blev genvalgt i både 2012 og 2018 med henholdsvis 71,0 % og 64,4 % af stemmerne.
I 2016 var Sanders opstillet som kandidat til den Demokratiske kandidatnominering til præsidentvalget i 2016. Sanders vandt 23 primærvalg og caucuses, men tabte dog endeligt til tidligere udenrigsminister Hillary Clinton, hvis kandidatur han officielt bakkede op om den 12. juli 2016.
Den 19. februar 2019 annoncerede Sanders, at han ville stille op til valget om at blive den Demokratiske kandidat ved præsidentvalget i 2020. Sanders vandt primærvalgene i delstaterne New Hampshire og Nevada og vandt derudover flest stemmer i delstaten Iowa, men meddelte den 8. april 2020 i en tale fra sit hjem i Burlington, Vermont, at han ville suspendere sin kampagne, og meddelte den 13. april, at han officielt ville kaste sin støtte bag tidligere vicepræsident Joe Biden.
Sanders er selverklæret "democratic socialist". Han har de skandinaviske velfærdssamfund som forbilleder. Han er fortaler for gennemgribende, strukturelle samfundsreformer, der inkluderer en national, statssponsoreret sundhedsordning, styrkelse af arbejderes rettigheder, betalt barsel, statsbetalt videregående uddannelse samt adressering og bekæmpelse af klimaforandringerne.

## Opvækst
Bernard Sanders blev født den 8. september 1941 i Brooklyn, New York City. Han voksede op i en lejelejlighed i Midwood, Brooklyn i en jødisk arbejderfamilie. Han var familiens andet og yngste barn og lillebror til  Larry Sanders, der senere, i 1960'erne, flyttede til England og blandt andet blev politiker for det britiske Green Party.  Hans far, Elias Ben Yehuda Sanders, blev født i byen Słopnice i det daværende Østrig-Ungarn (i dag en del af Polen) i 1904, men emigrerede til USA i 1921 i en alder af 17, og blev senere farvehandler. Hans mor, Dorothy Sanders, blev født i New York City i 1912 og var datter af jødiske immigranter fra Polen og Rusland. Hun var i Sanders' barndom hjemmegående husmor, hvis største drøm, ifølge Sanders, var at eje et hus.
Sanders blev interesseret i politik i en ung alder. Han fortalte i et interview i 2015, at da han som ung hørte om Adolf Hitlers sejr ved valget som Rigskansler, og at denne sejr resulterede i at  50 millioner mennesker, inklusive 6 millioner jøder, døde under 2. verdenskrig, lærte han, at politik "rent faktisk" var "meget vigtigt." Han erindrer også, at han som barn græd, når han kiggede i billedbøger om 2. verdenskrig og hørte om jødernes behandling i Nazi-Tyskland. Store dele af hans fars familie i Polen blev sendt i koncentrationslejre og senere dræbt under Holocaust.
I sin barn- og ungdom var Sanders et stort sportstalent. Han spillede på sin folkeskoles basketballhold, som han blandt andet hjalp til en sejr ved det lokale borough-mesterskab. Han var derudover senere kaptajn på sin high schools løbehold, hvor han blandt andet fik en tredjeplads ved New York Citys indendørs 1-milsløb.
Sanders tabte sit første valg, da han i sit sidste år på James Madison High School blev sidst blandt tre kandidater, der stillede op som elevrådsformand. Hans mor, Dorothy Sanders, døde i en alder af 46, kort efter at han dimitterede fra high school i 1959. Hans far, Elias Sanders, døde få år senere, den 4. august 1962, i en alder af 57.
Sanders studerede på Brooklyn College i et år, fra 1959 til 1960, før han flyttede til Chicago og begyndte at studere på University of Chicago, hvorfra han i 1964 dimitterede med en Bachelor of Arts i statskundskab. Sanders har senere beskrevet sig selv som en middelmådig studerende; han syntes, at klasseværelset var "kedeligt og irrelevant" mens samfundet og nærområdet var mere interessant for ham.

## Tidlig aktivisme
Under sin tid på University of Chicago var Sanders med i flere venstreorienterede og borgerrettighedsaktivistiske grupperinger. Han var blandt andet aktiv i Young People's Socialist League, Socialist Party of Americas ungdomsparti, og i borgerrettighedsgrupperingerne Congress of Racial Equality (CORE) og Student Nonviolent Coordinating Committee (SNCC). I januar 1962 ledte Sanders CORE til et såkaldt sit-in - en besættelse og blokade - af gangen foran rektorens, George Beadles, kontor, som en protest mod universitetets raceopdelte lejligheder. De studerende besatte gangen i tretten døgn indtil en midlertidig aftale var på plads. Efter yderligere protester afskaffede universitetet raceadskillelse i skolens privatejede lejligheder helt i sommeren 1963. Denne besættelse blev senere kendt som Chicagos første borgerrettigheds-sit-in.
Sanders er senere blevet beskrevet af én  af sine datidige medaktivister, Joan Mahoney, som "en fantastisk fyr. En venlig jødisk dreng fra Brooklyn, men ikke frygtelig karismatisk. En af hans styrker var dog hans evne til at arbejde med en bred gruppe af mennesker, endda dem, han ikke var enig med." Sanders brugte på et tidspunkt en dag på at gå rundt i Chicago og hænge plakater op, der protesterede mod politivold, blot for at finde ud af, at en politibil havde fulgt efter ham og taget alle plakaterne, han havde sat op, ned. I august 1963 deltog Sanders sammen med over 200.000 andre i The March on Washington for Jobs and Freedom, hvor Martin Luther King, Jr. gav sin verdensberømte "I Have a Dream"-tale.
Udover sin deltagelse i borgerrettighedsaktivisme var Sanders i 1960'erne og 1970'erne også meget aktiv i diverse antimilitaristiske og pacifistiske grupper, hvor han blandt andet blev medlem af Student Peace Union (SPU). Under Vietnamkrigen søgte han om at få fritagelse fra sin værnepligt. Hans ansøgning blev dog endeligt afvist, men på dette tidspunkt var Sanders for gammel til at blive hvervet alligevel. Selvom Sanders har været højlydt kritiker af både Vietnamkrigen så vel som flere andre krige, og især den amerikanske stats rolle i disse, har han aldrig kritiseret dem, der kæmpede i krigene, og han har gennem sin karriere i kongressen været stærk fortaler for veteraners goder og rettigheder.

## Borgmester i Burlington (1981-1989)
Efter to mislykkede forsøg på at blive valgt som guvernør og to mislykkede forsøg på at blive valgt som senator for Vermont fik Sanders' nære og politisk fortrolige ven, Richard Sugarman, ham i 1980 overtalt til at stille op til borgmestervalget i Vermonts største by, Burlington. Sanders stillede op som partiuafhængig mod den siddende Demokratiske borgmester gennem fem perioder, Gordon Paquette. Før hans tid som borgmester havde Paquette siddet 13 år i Burlingtons byråd, hvor han havde et ry for at arbejde tæt sammen med Republikanere på mange områder. Sanders vandt med blot 10 stemmer ud af i alt 9.280 stemmer afgivet ved valget over Paquette, hvilket blev hans første større politiske sejr.
Sanders sad fire perioder som borgmester. Han blev genvalgt med 53 % af stemmerne i 1983 og 55 % af stemmerne i 1985 og med 56 % i 1987. Han blev genvalgt i alt tre gange, hvor han slog både Demokratiske og Republikanske modstandere.
Under sin tid som borgmester kaldte Sanders sig selv for socialist, hvilket også var, hvordan han blev beskrevet i pressen. Under Sanders' lederskab blev Burlington den første by i USA til at finansiere et intiativ til at skabe lokalejede, almene boliger til overkommelige priser.
I 1980'erne var Sanders stor modstander af USA's udenrigspolitik i Latinamerika. I 1985 holdt den amerikanske professor Noam Chomsky en tale om netop dette på Burlington Rådhus. Sanders introducerede Chomsky og kaldte ham "en meget vigtig stemme i det vildnis, der er det intellektuelle liv i USA" og sagde, at han var "begejstret over at byde velkommen til en person, jeg tror, vi alle kan være stolte af."
Som borgmester ledte Sanders større byfornyelsesprojekter i Burlington. En af hans store bedrifter var at transformere havnefronten ved Lake Champlain fra at være industrielt område til i dag at være et offentligt tilgængeligt område med sejlsportscenter, bådhus, fiskemole, cykelsti, offentlige parker samt offentlig strand. Alt dette gjorde han efter først at have bremset den lokale indflydelsesrige forretningsmand Tony Pomerleau i at bygge et 18-etagers lejligheds-, hotel- og butikskompleks på området. Sanders holdt sit kick-off-rally til sin præsidentkampagne i 2016 i Burlingtons Waterfront Park ved Lake Champlain den 26. maj 2015.
Sanders var i 1986-1988 vært og producer på et offentligt TV-program, Bernie Speaks with the Community (dansk: Bernie Taler med Lokalsamfundet.) I 1987 samarbejdede han med 30 musikere fra Vermont om at optage et folk-album, We Shall Overcome.
Sanders blev i 1987 kåret til at være én af USAs bedste borgmestre af det amerikanske medieselskab U.S. News & World Report.

## Medlem af Repræsentanternes Hus (1991-2007)

### Valg
I 1988 valgte det siddende medlem af Repræsentanternes Hus for Vermonts eneste kongresdistrikt, Republikaneren Jim Jeffords, at stille op til Senatet fremfor at søge genvalg. Sanders besluttede sig for at stille op som partiuafhængig kandidat for at overtage Jeffords' plads. Han tabte dog valget til Republikaneren Peter P. Smith, der vandt med med 41,2 % af stemmerne. Sanders blev toer med 37,5 %, og Demokraten Paul N. Poirier blev treer med 18,9 %. To år senere stillede Sanders op igen. Denne gang vandt han med 56,0 % af stemmerne og slog dermed Smith, der modtog 36,5 % af stemmerne.
Sanders var den første partiuafhængige, der blev valgt til USA's Kongres siden Frazier Reams, der blev genvalgt for Ohios 9. kongresdistrikt i 1952, samt den første erklærede socialist, der var blevet valgt i flere årtier. Han sad som medlem af Repræsentanternes Hus fra 1991 indtil han blev indsat som senator i januar 2007.

### Lovgivning
Under hans første år i Kongressen kritiserede Sanders ofte andre medlemmer af Kongressen og beskyldte medlemmer fra begge store partier for primært at arbejde for de store selskaber. I 1991 var han medstifter af Congressional Progressive Caucus, en samling af progressive medlemmer af USA's Kongres. Han var formand for gruppen i otte år, mens han stadig nægtede at tilslutte sig Det Demokratiske Parti eller deres gruppe.
Sanders sponsorerede og co-sponsorerede i Repræsentanternes Hus over 90 tilføjelser til, og ændringer af, lovforslag. Resultaterne af disse tilføjelser og ændringer inkluderer et forbud mod at importere varer produceret af børnearbejdere samt en tilføjelse på 100 millioner dollar til lokale sundhedscentre.
I 2005 kaldte magasinet Rolling Stone Sanders "the amendment king" (dansk: kongen af lovændringer) for at have fået flere lovændringer stemt igennem ved navneopråbsafstemning end noget andet medlem af Kongressen mellem 1995 og 2005, hvor Det Republikanske Parti havde flertal i begge kamre. I og med at Sanders var partiuafhængigt medlem, havde han mulighed for at bygge bro og skabe koalitioner på tværs af partilinjer.

#### Bankreform
I 1999 talte og stemte Sanders imod tilbagerulningen af den såkaldte Glass-Stegall-lovgivning, der holdt investeringsbanker og forretningsbanker adskilt. Han var stor kritiker af formanden for USA's centralbank, Alan Greenspan; i 2003 under en spørgerunde fortalte Sanders Greenspan, at han var bekymret over, at Greenspan var "meget ude af føling med middelklassens og arbejderfamiliernes behov" og "at du ser den største funktion i din position som værende behovet for at repræsentere de rige og de store selskaber."

#### Kræftregistre
Drevet af bekymring over Vermonts høje rater af brystkræft støttede Sanders den 7. februar 1992 Cancer Registries Amendment Act, der skulle oprette registre og indsamle data om kræft. Senator Patrick Leahy introducerede et tilsvarende lovforslag i Senatet den 2. oktober 1992. Leahys lovforslag blev stemt igennem af både Senatet og Repræsentanternes Hus, og indskrevet som lov af den daværende præsident George H. W. Bush den 24. oktober 1992.

#### Skydevåben og strafferet
I 1993 stemte Sanders imod the Brady Bill der pålagde sælgere et føderalt baggrundstjek ved salg af skydevåben samt obligatorisk ventetid fra køb til udlevering af våbenet. Repræsentanternes Hus stemte lovforslaget igennem - 238 'ja' til 187 'nej'. Han havde allerede stemt imod lovforslaget fire gange tre år tidligere, i 1990. Hans position er senere blevet forklaret med, at befolkningen i hans hjemstat, Vermont, som går meget på jagt, men har en lav mordrate, så en ventetid mere som et statsligt end et føderalt anliggende samt mente, at det var føderal magtfuldkommenhed og ikke ønskede dette.
Sanders har dog stemt for andre skydevåbensreguleringslovforslag. Han stemte for eksempel i 1994 for lovforslaget the Violent Crime Control and Law Enforcement Act "fordi det inkluderede the Violence Against Women Act og forbydelse af bestemte former for angrebsvåben." Han var dog samtidig meget kritisk overfor andre dele af forslaget. Selvom han anerkendte, at "der tydeligt er nogle folk i vores samfund, der er forfærdeligt voldelige, der er dybt syge og sociopatiske og det er klart, at disse mennesker skal sættes bag tremmer for at beskytte samfundet imod dem," fastholdt han, at visse af regeringens politikker spillede en stor rolle i at "destruere flere millioner af unge menneskers liv [og i stedet førte] til en fremtid fyldt med bitterhed, elendighed, håbløshed, stoffer, kriminalitet og vold" og argumenterede for, at politikkerne i dette lovforslag ikke ville adressere de faktiske årsager til vold.

#### Opposition til Patriot Act
Sanders var vedholdende kritiker af the Patriot Act. Som medlem af Repræsentanternes Hus stemte han imod det oprindelige Patriot Act-lovforslag. Efter at lovforslaget blev stemt igennem Repræsentanternes Hus med 357 'ja'-stemmer mod 66 'nej'-stemmer, støttede Sanders flere efterfølgende lovforslag, der skulle forsøge at indskrænke dets effekt, samt stemte imod enhver forlængelse af loven. I juni 2005 fremlagde han et forslag, der skulle forhindre Patriot Acts bestemmelser fra at lade staten skaffe individuelle borgeres bibliotek- og bogkøbsattester. Forslaget blev stemt igennem Repræsentanternes Hus, men blev fjernet den 4. november samme år under diskussioner mellem Repræsentanternes Hus og Senatet og blev derved aldrig lov.

#### Opposition til Irakkrigen
Sanders stemte imod beslutningen om at tillade brugen af militær magt mod Irak i både 1991 og 2002. Han modsatte sig USA's invasion af Irak i 2003. Han stemte for Authorization for Use of Military Force of 2001 i 2001, som siden er blevet set som den lovlige begrundelse for kontroversielle militæraktioner siden den 11. september 2001. Sanders har senere indrømmet, at han begik en fejltagelse ved at stemme for dette lovforslag.

## Medlem af Senatet (2007-nu)

### Valg
Sanders annoncerede sin opstilling til USA's Senat den 21. april 2005 efter at den daværende Republikanske senator Jim Jeffords annoncerede, at han ikke ville genopstille til det næste valg, der skulle afholdes i november 2006. Mens Sanders ikke officielt stillede op som Demokratisk kandidat, blev han støttet af nogle af de største navne i Det Demokratiske Parti, der inkluderede daværende formand for den Demokratiske Senatsvalgskomité Chuck Schumer, formand for Demokraternes Nationale Komité og guvernør i Vermont Howard Dean, samt den senere præsident, den daværende senator fra Illinois Barack Obama. Sanders havde indgået en uofficiel aftale med Det Demokratiske Parti, som på mange måder mindede om dén han havde med dem, da han var medlem af Repræsentanternes Hus. Den gik ud på, at han ville stille op som Demokratisk kandidat i partiets primærvalg, og hvis han vandt dette valg ville han afslå partiets nominering og derimod stille op som uafhængig kandidat uden nogen Demokratisk modkandidat. Ifølge Howard Dean var denne uofficielle aftale indgået på baggrund af, at Sanders er en politiker, der "stemmer med [den Demokratiske partilinje] 98% af tiden" og derfor blev anset som en værdig allieret. Dean mente også, at grunden til, at Sanders ikke stillede op for Det Demokratiske Parti var, at han "ikke kan lide strukturen og pengene, der bliver involveret," og han påpegede samtidig, at det derfor også var vigtigt for partiet ikke at splitte stemmerne ved at opstille deres egen kandidat og dermed potentielt risikere, at en Republikansk kandidat vandt posten.
Sanders stillede op til valget i 2006 som uafhængig kandidat efter at have vundet det Demokratiske primærvalg og afvist deres kandidatnominering. Han vandt med sine 65,4% over dobbelt så mange stemmer som andenpladsen, Republikaneren Richard Tarrant, som fik blot 32,4% af stemmerne. Han blev genvalgt i 2012 med 71,0% af stemmerne og i 2018 med 67,4% og er fortsat den dag i dag partiuafhængigt medlem af Senatet.

### Lovgivning
Sanders har gennem sin tid i Senatet sponsoreret og co-sponsoreret over 400 tilføjelser til, og ændringer af, lovforslag, hvoraf mange senere er blevet stemt igennem. Dette har blandt andet medført yderligere 10 millioner dollar til et program, der skal hjælpe veteraner, der lider af PTSD, traumatisk hjerneskade, depression og andre psykiske sygdomme, en offentlig database over højststående embedsmænd fra USA's forsvarsministerium, der søger arbejde hos private forsvarsentreprenørselskaber samt inklusionen af autismebehandling i militærets sundhedssystem.

#### Økonomisk politik
I 2008 og 2009 stemte Sanders imod The Troubled Asset Relief Program (forkortet TARP, også kendt i daglig tale som the Wall Street Bailout), et program der gik ud på at købe såkaldte "giftige" bankaktiver og give lån til banker i frit fald. Den 4. februar 2009 sponsorerede han en tilføjelse til loven, der skulle sikre, at TARP-midler ikke ville være skyld i fyringer af amerikanske arbejdere. Tilføjelsen blev stemt igennem og tilføjet til the American Recovery and Reinvestment Act of 2009.
Blandt de økonomiske forslag, som Sanders har støttet, er et eftersyn af den amerikanske centralbank Federal Reserve System, som ville begrænse dens frihed i pengepolitiske sager. Han stemte for et sådant lovforslag i januar 2016 – the Federal Reserve Transparency Act of 2015, introduceret i Senatet af Republikaneren Rand Paul – men uden held; lovforslaget blev ikke stemt igennem.
Den 10. december 2010 holdt Sanders en 8 1⁄2–timers tale – en såkaldt filibuster – imod the Tax Relief, Unemployment Insurance Reauthorization, and Job Creation Act of 2010, som havde til formål at forlænge skattelettelserne fra George W. Bush-æraen ind i Obamas præsidentperiode. Han argumenterede for, at lovgivningen ville være til fordel for de rigeste amerikanere. "Nok er nok! ... Hvor mange huse kan du eje?" spurgte han. Alligevel blev loven vedtaget med et stort flertal, og den blev underskrevet af præsident Barack Obama og trådte i kraft en uge senere.

#### Udenrigspolitik
Den 12.  juni 2017 blev et flertal i Senatet enige om at pålægge Rusland, Iran og Nordkorea nye sanktioner. Kun Sanders og Republikaneren Rand Paul stemte imod. Sanders støttede sanktionerne mod Rusland, men stemte imod lovforslaget, da han mente, at sanktionerne kunne bringe atomaftalen med Iran i fare.
I 2018 sponsorerede Sanders, med opbakning fra blandt andet Demokraten Chris Murphy fra Connecticut og Republikaneren Mike Lee fra Utah, et lovforslag om at påberåbe sig the 1973 War Powers Resoulution for at gøre en ende på den amerikanske støtte til den saudiarabisk-ledede militære intervention i Yemen. Efter mordet på den saudiarabiske journalist Jamal Khashoggi tiltrak hans lovforslag støtte på tværs af det politiske spektrum, og Senatet vedtog forslaget med et flertal på 56-41. Lovforslaget blev stemt igennem Repræsentanternes Hus i februar 2019 med et flertal på 247-175, men blev vetoet af præsident Donald Trump i marts med begrundelsen "Denne beslutning er et unødigt og farligt forsøg på at svække mine forfatningsmæssige autoriteter [og] bringer amerikanske borgere og modige værnepligtiges liv i fare, både nu og i fremtiden."

#### Sundhedspleje
I december 2009 fik Sanders succesfuldt tilføjet en bestemmelse til the Affordable Care Act (i daglig tale og i medierne kendt som Obamacare), der tilføjede 11 milliarder dollar i støtte til lokale sundhedscentre, særligt i landdistrikter. Den 4. maj 2017 forudså Sanders som en reaktion på afstemningen i Repræsentanternes Hus om at fjerne og erstatte the Affordable Care Act, at "tusindvis af amerikanere ville dø" af ikke længere at have adgang til sundhedspleje. Faktatjeksiden PolitiFact vurderede hans udsagn som "Mostly true" (dansk: "overvejende sandt".)
I september 2017 introducerede Sanders, med 15 senatorer, inklusive Elizabeth Warren fra Massachusetts, Kirsten Gillibrand fra New York og Cory Booker fra New Jersey, som co-sponsorer, sit Medicare for All-lovforslag, en plan for statssponsoreret sundhedspleje. Nogle Republikanere har nedladende kaldt Sanders' lovforslag "Berniecare" - et spin på Barack Obamas "Obamacare". Sanders svarede med, at det Republikanske Parti ikke har nogen troværdighed på sundhedsområdet efter at have stemt for lovgivning, der ville tage sundhedspleje væk fra 32 millioner amerikanere under the Affordable Care Act.

#### Immigration
I 2007 var Sanders med til at afvise et lovforslag, der introducerede gennemgribende immigrationsreform med argumentet, at forslagets gæstearbejder-program ville undertrykke lønninger for amerikanske arbejdere. I 2010 støttede Sanders the DREAM Act, et lovforslag, der ville have forsynet udokumenterede immigranter, der var kommet til USA som mindreårige, med en vej til amerikansk statsborgerskab. I 2013 støttede han et lovforslag, der skulle skabe gennemgribende immigrationsreform efter at have sikret 1,5 milliarder dollar til et ungdomsjobprogram, hvilket han argumenterede for ville kompensere for skaden på arbejdsmarkedet forårsaget af konkurrence med immigranter.

#### Indtægt og formuefordeling
I juli 2015 introducerede Sanders et lovforslag, der skulle hæve den føderale minimumsløn til fra 7,25 til 15 dollar i timen. I april 2017 introducerede han igen et lignende lovforslag om at hæve lønnen til 15 dollar i timen - en forhøjelse i forhold til et tidligere Demokratisk lovforslag, der lød på 12 dollar i timen. Den 9. maj 2018 introducerede han the Workplace Democracy Act; et lovforslag der ville udbygge arbejderes rettigheder ved at gøre det nemmere for arbejdere at melde sig ind i en fagforening, forbyde "ret til at arbejde"-love og visse anti-fagforeningslove i Taft-Hartley-loven samt forbyde visse former for anti-fagforeningsaktivitet. Under annonceringen af lovforslaget sagde Sanders: "Hvis vi er seriøse omkring at reducere indkomst- og formueuligheden og om at genopbygge middelklassen, har vi brug for væsentligt at forhøje antallet af fagforeningsjobs i dette land."
Sanders var imod Det Amerikanske Føderale Budget for 2018 foreslået af Trump-regeringen. Han kaldte det "et budget for milliardærklassen, for Wall Street, for selskabs-CEOs og for de rigeste folk i dette land ... intet mindre end en massiv overflytning af penge fra arbejderfamilier, de ældre, børn, de syge og de fattige til den øverste ene procent [af befolkningen]."
Efter afsløringen af Panama-papirerne i november 2017 samt et nyligt studium fra Institute for Policy Studies, der viste at tre personer - Jeff Bezos, Bill Gates og Warren Buffett - sammenlagt har en større formue end den fattigste halvdel af USA's befolkning, udtalte Sanders, at "vi må gøre en ende på globalt oligarki." og at "vi har brug for, både i USA og i resten af verden, [at have et] skattesystem, der er fair, progressivt og transparent."
Den 8. september 2018 gik Sanders sammen med kongresmedlem Ro Khanna om at introducere the Stop Bad Employers by Zeroing Out Subsidies (Stop BEZOS Act), et lovforslag der ville pålægge store selskaber at betale for de madkuponer og Medicaid-fordele, deres medarbejdere modtager, for at lette byrden for skatteborgere.

#### Krigsveteraner
I 2014 sponsorerede Sanders the Veterans' Access to Care through Choice, Accountability, and Transparency Act of 2014 i kølvandet på Veterans Health Administation-skandalen i 2014. Han arbejdede sammen med Republikaneren John McCain fra Arizona som co-sponsorerede lovforslaget. Hans lovforslag blev inkorporeret i versionen fra Repræsentanternes Hus, og forslaget blev stemt igennem begge kamre den 31. juli 2014 og blev indskrevet i loven af daværende præsident Barack Obama den 7. august 2014.

## Præsidentkampagne i 2016
I 2013 foreslog Sanders, at hans kollega i Senatet, Elizabeth Warren fra Massachusetts kunne stille op til præsidentvalget i 2016 og at Sanders ville overveje at støtte hende, hvis hun valgte at stille op. Han tilføjede, at hvis Warren ikke stillede op, ville han selv overveje det. I december 2014 sagde Warren, at hun ikke ville stille op til præsidentvalget i 2016.
Sanders annoncerede sin intention om at stille op til Det Demokratiske Partis kandidatnominering til præsidentvalget i 2016 den 30. april 2015. Han udtalte i denne forbindelse, at "Jeg tror ikke, at de mænd og kvinder, der forsvarede amerikansk demokrati, kæmpede for at skabe et system, hvor milliardærene ejer den politiske proces." Han lancerede officielt sin kampagne den 26. maj 2015 i sin hjemby, Burlington.
Elizabeth Warren var åbensindet overfor Sanders' præsidentkampagne. "Jeg er glad for at se ham komme derud og præsentere hans version af, hvad [han mener], lederskab i dette land skal være" sagde hun under et møde med college-studerende i Massachusetts i maj 2015. Mange havde regnet med, at Warren officielt ville støtte Sanders til præsidentposten, men i stedet valgte hun at støtte Sanders' modkandidat, den tidligere udenrigsminister og vinder af Demokraternes kandidatnominering til præsidentvalget, Hillary Clinton.
Selvom Sanders oprindeligt blev spået meget få chancer imod den etablerede kandidat Hillary Clinton, gik han hen og vandt 23 primærvalg og caucuses, og vandt samlet set lige over 13,2 millioner stemmer – 43,1% – mens hans modkandidat Clinton, der endte med at vinde kandidatnomineringen, fik omkring 16,9 millioner stemmer – 55,2%. Hans kampagne blev bemærket for dens støtters entusiasme samt dens beslutning om at afvise større donationer fra virksomheder, finanssektoren og associerede Super PACs, hvilket ellers hidtil havde været normen i amerikansk storpolitik. Nogle af de emails fra Demokraternes Nationale Komité, der blev lækket til offentligheden i juni og juli 2016, viste, at komitéens ledelse havde favoriseret Clinton og aktivt arbejdet for, at hun skulle vinde partiets kandidatnominering over Sanders.
Den 12. juli 2016, efter at Hillary Clinton havde vundet flest stemmer ved primærvalgene i foråret og forsommeren og dermed var sikret den Demokratiske kandidatnominering, støttede Sanders officielt op om hendes præsidentkampagne imod Republikaneren Donald Trump, mens han opfordrede til, at hans støtter fortsatte den "politiske revolution", hans kampagne havde startet.

### Kampagnemetoder
Modsat andre ledende kandidater søgte Sanders ikke støtte fra rige donorer og store selskaber. I stedet fokuserede hans kampagne på mindre donationer fra privatpersoner. På de første 24 timer efter Sanders' officielle udmelding om, at han stillede op, indsamlede hans kampagne 1,5 millioner dollar. Ved udgangen af 2015 havde kampagnen indsamlet 73 millioner dollar fra over én million privatpersoner, der gav i alt 2,5 millioner donationer med et gennemsnit på 27,16 dollar per donation. Dette var væsentligt mindre end modkandidaten Clintons indsamling; hun indsamlede i alt 112 millioner dollar i 2015.
Sanders brugte sociale medier til at opnå udbredelse og synlighed, blandt andet ved at dele indhold på platforme som Twitter og Facebook og ved at svare på spørgsmål på Reddit. Han opnåede stor støtte og tilslutning på internettet, og den 29. juli 2015 mødte over 100.000 folk op til 3.500 samtidige begivenheder forskellige steder i USA, der var blevet organiseret online af Sanders-kampagnen.
Til hans egen overraskelse tiltrak Sanders flere gange i løbet af kampagnen en større menneskemængde, end hvad det pågældende område havde plads til. Da Clinton og Sanders begge holdt vælgermøder med få dage imellem hinanden i Des Moines i delstaten Iowa i juni 2015, tiltrak Sanders en større folkemængde end Clinton. Dette var endda på trods af, at Sanders allerede flere gange tidligere samme måned havde holdt vælgermøder i staten, og at det derimod var Clintons første vælgermøde i Iowa i 2015. Den 1. juli 2015 tiltrak Sanders den største menneskemængde af nogen præsidentkandidat i 2016 til daværende dato, da han i Madison i delstaten Wisconsin tiltrak næsten 10.000 mennesker. De følgende uger tiltrak han endnu større folkemængder: 11.000 i Phoenix, Arizona; 15.000 i Seattle, Washington; samt 28.000 i Portland, Oregon.

### Meningsmålinger og mediedækning
Nogle støtter udtrykte bekymring for, at publikationer såsom The New York Times minimerede dækningen af Sanders til fordel for andre kandidater, specielt Trump og Clinton. New York Times' læserredaktør, Margaret Sullivan, gennemgik og vurderede sin avis' dækning af Sanders, og kom i september 2015 frem til, at avisen "ikke har ignoreret Hr. Sanders' kampagne, men den har ikke altid taget den særligt seriøst. Tonen i nogle historier er desværre afvisende, endda til tider hånlig. Noget af det er fokuseret på kandidatens alder, fremtræden og stil mere end hvad han har at sige." Hun konkluderede også, at New York Times' dækning af hans kampagne var meget mere sparsom end dens dækning af Donald Trumps kampagne, hvis kampagne  på dette tidspunkt også var betragtet som et skud i tågen, med 63 artikler om Trump-kampagnen og blot 14 om Sanders-kampagnen i august 2015. En rapport fra december 2015 viste, at tre store, amerikanske TV-netværk — CBS, NBC og ABC — på deres store nyhedsprogrammer i hele 2015 havde brugt i alt 234 minutter på at dække historier om Donald Trump, sammenlignet med blot 10 minutter til Sanders, selvom begge kandidater lå nogenlunde på samme niveau i meningsmålingerne blandt deres partis vælgere — henholdsvis Trump hos Republikanerne og Sanders hos Demokraterne. For eksempel havde ABC World News Tonight, ABC's flagskibs nyhedsprogram, viet 81 minutter til Trumps kampagne, men mindre end et minut til Sanders' gennem hele året.
Amy Goodman, journalist på Democracy Now!, bemærkede, at på primærvalgdagen den 15. marts 2016, hvor Demokraterne holdt afstemninger i 5 stater og Republikanerne i 6, fik Donald Trump, Marco Rubio, Ted Cruz og Hillary Clinton alle sammen deres taler udsendt i fuld længde på direkte TV. Imidlertid blev Sanders tale fra Phoenix, Arizona, holdt foran det største publikum af alle, men blev hverken nævnt eller vist.
En meningsmåling fra NBC og Wall Street Journal fra maj 2016 viste Hillary Clinton og Donald Trump, som på dette tidspunkt var de formodede vindere af henholdsvis den Demokratiske og Republikanske kandidatnomination, i et "dødt løb", mens den samme meningsmåling viste, at hvis Sanders var den Demokratiske kandidat i stedet for Clinton, ville han modtage 54 % af stemmerne mod Trump, der ville modtage 39 %. Clinton og Trump var de mindst populære formodede kandidatnominerede nogensinde målt, med henholdsvis 34% af vælgere, der havde et positivt og 54% af vælgere, der havde negativt syn på Clinton og tilsvarende 29 % af vælgere med et positivt og 58 % af vælgere med et negativt syn på Trump. 43 % af vælgere havde et positivt syn og 36 % havde i samme meningsmåling et negativt syn på Sanders.
En meningsmåling fra april 2016 viste, at klart de fleste vælgere, der var ældre end 50 år, foretrak Clinton, mens de fleste vælgere under 50 år foretrak Sanders. En analyse af præsidentvalget i 2016 i Newsweek fra august 2017, viste, at 12 % af dem, der havde stemt på Sanders i de Demokratiske primærvalg, havde stemt på Trump til præsidentvalget — nok til at svinge valget til Trumps fordel.

### Nederlag og støtte til Hillary Clinton
Efter primærvalgenes resultater forventede de fleste, at Clinton ville vinde den Demokratiske nominering. Sanders annoncerede sin støtte til Hillary Clinton den 12. juli 2016, endda selvom han ikke havde suspenderet sin egen kampagne på dette tidspunkt. Han sagde, at han ville fortsætte med at arbejde sammen med Clintons kampagnemedarbejdere om at implementere flere progressive politikker i Clintons valgprogram. Han nægtede at trække sig inden det Demokratiske Nationale Konvent i slutningen af juli 2016. Han talte den 25. juli ved konventet, hvor han gav Clinton sin fulde opbakning. Nogle af hans støtter forsøgte at protestere imod Clintons partinominering og buhede, da Sanders opfordrede til, at hele partiet bakkede op om Clintons nominering. Hans svar til de buhende var, at "Vores arbejde [nu] er at gøre to ting: at slå Donald Trump og at vælge Hillary Clinton ... Det er nemt at buhe, men det er sværere at kigge dine børn i ansigtet hvis vi lever under en Trump-præsidentperiode."
Ved Præsidentvalget den 8. november modtog Sanders næsten 5,7% af stemmerne i hans hjemstat Vermont, selvom han ikke var kandidat. Han modtog alle stemmerne som write-in-kandidat - altså var han ikke på stemmesedlen, dog havde vælgerne muligheden for at skrive hans navn på stemmesedlen i stedet for at stemme på andre. Han fik flere stemmer end Gary Johnson den Libertarianske kandidat og Jill Stein, den Grønne kandidat, tilsammen. Sanders var godkendt som write-in-kandidat i 12 stater, og præcise resultater for hans write-in-stemmer blev offentliggjort i tre af dem; Californien, New Hampshire og Vermont. I disse tre stater modtog han i alt 111.850 write-in-stemmer; omkring 15% af de samlede write-in-stemmer i hele landet, og under 1% af alle stemmer på landsplan.

### Aktiviteter efter valget
I november 2016 udgav Sanders bogen Our Revolution: A Future To Believe In (dansk: Vores revolution: En fremtid at tro på). Ved udgivelsen lå den nr. 3 på New York Times' bestsellerliste. Lydbogsversionen blev senere nomineret til en Grammy-pris til Grammy Awards 2018 for bedste spoken word-album. I marts 2017 startede Sanders en podcast: The Bernie Sanders Show. Gennem de 25 udsendelser, der blev udgivet frem til juli 2018, fik Sanders besøg af blandt andre tv-vært Bill Nye, senator Elizabeth Warren, tidligere vicepræsident Al Gore og borgmester i New York City, Bill de Blasio.
Meningsmålinger foretaget i 2017 viste Sanders som den mest populære politiker i USA.
I februar 2018 konkluderede specialanklageren Robert Muellers efterforskning om russisk indblanding ved præsidentvalget i 2016, at russere havde spredt misinformation under primærvalgene for at hjælpe Sanders' og Steins kampagner og skade Clintons. Sanders afviste efterforskningens konklusion og sagde, at han ikke havde set evidens for, at russere havde hjulpet hans kampagne, og bebrejdede derudover Clintons kampagne for ikke at gøre mere for at forhindre russisk indblanding. Han sagde senere, at hans kampagne aktivt havde forsøgt at forhindre russisk interferens ved valget og at en kampagnemedarbejder havde advaret Clintons kampagne. Magasinet POLITICO tilføjede, at en frivillig for Sanders havde kontaktet en Political Action Committee (PAC), der støttede Clinton, for at fortælle om de mistænkelige aktiviteter, men at Sanders' kampagne ikke havde kontaktet Clintons kampagne på den måde.
I november 2018 lancerede Sanders-Instituttet, en progressiv tænketank ledt af Sanders' kone, Jane Sanders, sammen med den græske økonom og tidligere finansminister i Grækenland, Janis Varoufakis, organisationen Progressive International, en international organisation med formålet at samle progressive og venstreorienterede aktivister og organisationer om at "skabe et globalt netværk af individer og organisationer, der vil kæmpe sammen for værdighed, fred, velstand og vores klodes fremtid."

### Indflydelse på Det Demokratiske Parti
Analytikere har argumenteret for, at Sanders' kandidatur og kampagne skubbede både Clintons kampagne og Det Demokratiske Parti politisk mod venstre. Under et interview på tv-programmet PBS NewsHour i maj 2018 kaldte journalisten Susan Page, der var i studiet for at snakke om de kommende midtvejsvalg i 2018, Det Republikanske Parti for "Trumps parti" og Det Demokratiske Parti for "Bernies parti," og argumenterede for, at "Sanders og hans mere progressive holdninger har virkelig taget til [i Det Demokratiske Parti]." Den stigende accept i Det Demokratiske Parti for Sanders' politikker som bl.a. en national statssponsoreret sundhedsordning, en mindsteløn på $15 i timen og statssponsoreret videregående uddannelse fik i april 2018 Jeff Spross til at skrive en kommentar i magasinet The Week, hvor han argumenterede for, at "Det Demokratiske Parti stille og roligt begynder at indrømme, at Sanders havde ret." I juli 2016 kaldte en artikel i onlinemagasinet Slate den Demokratiske partiplatform for "et monument for hans kampagne," og noterede ikke blot hans opråb for en minimumsløn på 15 dollar i timen, men også andre politikker såsom en udvidelse af Social Security, en skat på CO2-udledning, Wall Street-reform, opposition til dødsstraffen og en "saglig vej mod fremtidig legalisering" af marijuana, der nu blev implementeret i det Demokratiske partiprogram.

## Præsidentkampagne i 2020
Den 19. februar 2019 annoncerede Sanders, at han ville stille op til de Demokratiske primærvalg med henblik på at blive Demokraternes kandidat til præsidentvalget i 2020. Til alle sine tidligere folkevalgte poster, på nær præsidentvalget i 2016, havde Sanders stillet op som partiuafhængig, men den 5. marts 2019 underskrev han en formel erklæring, et såkaldt "loyalitetsløfte", hvor han skrev under på, at han var medlem af Det Demokratiske Parti og at han ville tjene som præsident som Demokrat hvis han gik hen og blev valgt. Nyhedsmedier bed samtidig mærke i, at Sanders dagen forinden havde underskrevet dokumenter, så han kunne genopstille til Senatet i 2024 som partiuafhængig.

### Kampagnemetoder
Sanders var siden sin opstilling i 2016 blevet et stort navn nationalt, og NPR beskrev ham som "ikke længere [værende] en underdog." Ved at bruge en stor email-liste opbygget under hans præsidentkampagne i 2016 rekrutteredes over 1 million frivillige på under en uge. Sanders' kampagne lagde ligesom i 2016 vægt på at engagere støtter og frivillige ved hjælp af internettet og sociale medier, og havde i den forbindelse hyret flere tidligere medarbejdere ved medieselskabet NowThis til at kreere professionelle videoer til deling på de sociale medier og havde derudover live-streamet adskillige fora til følgere på sociale medier, startet en podcast, Hear the Bern, med Sanders' nationale pressesekretær, samt udviklet en mobil-app, BERN, til græsrodsorganisering.

### Fundraising
Sanders-kampagnen brugte til fundraising mange af de samme taktikker som kampagnen i 2016. Den nægtede at modtage støtte fra Super PACs, og fokuserede derimod mest på at modtage mange donationer af mindre størrelse. Ifølge USA's føderale valgkommission, the Federal Election Commission, var Sanders pr. maj 2020 den Demokrat, der hidtil under præsidentvalget havde indsamlet næstflest penge efter Michael Bloomberg, der havde indsamlet over $1 milliard hvoraf 99,91% var fra hans egen formue.

### Meningsmålinger og mediedækning
Sanders lå i meningsmålingerne stabilt mellem 15% og 20% i de nationale meningsmålinger mellem maj og september 2019 ifølge RealClearPolitics' gennemsnit. Dette placerede ham på en stabil andenplads efter Joe Biden indtil Elizabeth Warren og Kamala Harris indhentede ham i juli 2019, og Warren overtog andenpladsen fra Sanders mellem september og november 2019, hvorefter Sanders genvandt den. Som følge af sejre ved primærvalgene i staterne New Hampshire og Nevada lå Sanders først i gennemsnittet af nationale meningsmåler, foran både Joe Biden, Elizabeth Warren og Pete Buttigieg, som han ellers tidligere havde ligget på niveau med, særligt efter at Buttigieg vandt snævert over ham i delstaten Iowa. Han blev i denne periode i medierne beskrevet som frontløberen i de resterende Demokratiske primærvalg.
Ifølge en analyse fra RealClearPolitics fik Sanders tredjemest omtale på tre store tv-stationer CNN, Fox News og MSNBC mellem januar og august 2019 – Kamala Harris fik andenmest og Joe Biden mest. Dog fik Biden dobbelt så meget omtale som Harris og Sanders. Sanders fik andenmest omtale på nyhedsprogrammet ABC World News Tonight, dog langt efter Biden på førstepladsen. Online omtale blev beskrevet som "visende et lidt mere nuanceret billede" med både Sanders og Elizabeth Warren "meget tæt" på Joe Biden.

### Suspendering af kampagne
Sanders annoncerede i en tale fra sit hjem i Burlington i delstaten Vermont den 8. april 2020, at han ville suspendere sin kampagne eftersom han ikke længere så en realistisk vej til sejren. Han udtalte, at han ville forblive på stemmesedlen til de resterende primærvalg og fortsætte med at indsamle delegerede til nomineringen med det mål at få indflydelse på den Demokratiske partiplatform.
Den 13. april 2020 annoncerede Sanders, at han officielt ville bakke op om Joe Biden til den Demokratiske partinominering til præsidentvalget i november samme år.

## Privatliv
Sanders er jøde, dog er han ikke praktiserende.
Han fik sit eneste biologiske barn, Levi Sanders, med sin daværende kæreste, Susan Campbell Mott, i 1969. Han blev gift med sin nuværende kone, Jane Sanders (født O'Meara) den 28. maj 1988. De ejer et rækkehus tæt på Capitol Hill i Washington, D.C. samt et hus i Burlington og et sommerhus i North Hero i Nordvermont. Sanders har udtalt, at han anser Janes tre børn fra tidligere ægteskab, hans stedbørn, som værende hans egne. Han har også syv børnebørn, tre, inklusiv én adopteret, gennem hans biologiske søn, Levi, og fire gennem hans stedbørn.
Sanders' storebror, Larry Sanders, bor i England. Han var fra 2005 til 2013 medlem af countyrådet i Oxfordshire, hvor han repræsenterede kredsen East Oxford for the Green Party. Larry Sanders var også opstillet for the Green Party i Oxford West & Abingdon ved parlamentsvalget i 2015, hvor han fik en 5.-plads med 2.497 stemmer. Sanders sagde til sit kickoff-event til sin præsidentkampagne i 2016, at "jeg skylder min bror en hel del. Det var faktisk ham, der introducerede mig til mange af mine ideer."

### Helbred
Den 1. oktober 2019 blev Sanders indlagt på hospitalet efter at have oplevet brystsmerter under en kampagnebegivenhed i Las Vegas. Dagen efter annoncerede hans kampagne, at der var blevet fundet en blokade og at Sanders havde fået to stents indsat. Alle planlagte kampagnebegivenheder blev aflyst på ubestemt tid. To dage senere fortalte hans kampagnemedarbejdere, at Sanders var blevet diagnosticeret med et hjerteanfald. Han blev udskrevet fra hospitalet samme dag, og havde sin første offentlige fremtræden siden anfaldet ved en TV-debat med sine modstandere i Ohio den 15. oktober, hvor medier noterede, at han virkede frisk.

### Udmærkelser og hæder
I december 2015 vandt Sanders TIMEs online læserafstemning om Person of The Year-prisen med 10,2 % af stemmerne, men ikke redaktionens pris.
Den 16. marts 2016 blev Sanders tildelt æresnavnet dxʷshudičup på indianersproget Lushootseed af aktivist Deborah Parker i Seattle, Washington for hans fokus på indfødte amerikaneres rettigheder under hans præsidentkampagne.

## Udvalgt bibliografi
- Sanders, Bernard; Gutman, Huck (2015) [1997]. Outsider in the White House. London: Verso Books. ISBN 978-1-78478-418-8. OCLC 918986570.
- Bernard Sanders (2015) [2011]. The Speech: A Historic Filibuster on Corporate Greed and the Decline of Our Middle Class. New York: Bold Type Books. ISBN 978-1-56858-554-3. LCCN 2011920256. OCLC 927456901.
- Sanders, Bernard (2016). Our Revolution: A Future to Believe In. Thomas Dunne Books. ISBN 978-1-250-13292-5. OCLC 1026148801.
- Sanders, Bernard (2017). Bernie Sanders Guide to Political Revolution. Henry Holt and Company. ISBN 978-1-250-13890-3. OCLC 999379791.
- Sanders, Bernard (2018). Where We Go from Here: Two Years in the Resistance. Gale. ISBN 978-1-432-86916-8. OCLC 1126540640.